# Smalbin
Smalbin (Lasioglossum) är ett stort släkte bin i insektsordningen steklar och familjen vägbin.

## Beskrivning
Smalbin är små till medelstora bin med en längd mellan 4 och 12 mm. Färgen kan variera, vissa kan vara metallglänsande i grönt eller brunt, men de flesta är svarta. Behåringen är relativt gles; de kan dock hos flera arter (men inte alla) ha fläckar eller band av filtartad behåring på basen av bakkroppens mellersta tergiter (segmenten på bakkroppens ovansida).

## Ekologi
Smalbin lever oftast solitärt men det finns även arter som utvecklat olika former av samarbete, från systrar som föder upp sin avkomma tillsammans, till ett primitivt eusocialt levnadssätt, där den grundläggande honans första kull enbart består av honor, som i praktiken fungerar som ett slags arbetare.. En art, Lasioglossum marginatum, är unik genom att vara en av de mycket få, eusociala arterna utanför släktet honungsbin och det med honungsbina närbesläktade tribuset gaddlösa bin som har ett flerårigt samhälle. Många andra arter, bland annat de flesta humlor, är också eusociala, men däras samhällen är, med mycket få undantag, ettåriga.
Boet grävs ut i sandmark, ofta med inslag av lera, och med liten eller ingen täckande vegetation.

## Systematik
Detta är ett stort bisläkte med omkring 1 200 arter i alla världsdelar utom Australien, varav över 170 arter i Europa.

### Arter i Sverige och Finland
I Sverige finns cirka 30 arter, i Finland 17.
- guldsmalbi	(Lasioglossum aeratum ) Nära hotad i Sverige, saknas i Finland
- stäppsmalbi (Lasioglossum brevicorne ) Sårbar i Sverige, saknas i Finland
- bronssmalbi (Lasioglossum leucopus ) Livskraftig i både Sverige och Finland
- glanssmalbi (Lasioglossum lucidulum) Sårbar i Sverige, livskraftig i Finland
- småsmalbi (Lasioglossum minutissimum ) Livskraftig i Sverige, saknas i Finland
- metallsmalbi (Lasioglossum morio ) Livskraftig i Sverige, nära hotad i Finland
- släntsmalbi (Lasioglossum nitidiusculum ) Nära hotad i Sverige, Akut hotad i Finland
- mursmalbi (Lasioglossum nitidulum ) Livskraftig i Sverige, saknas i Finland
- punktsmalbi (Lasioglossum punctatissimum ) Livskraftig i både Sverige och Finland
- skogssmalbi (Lasioglossum rufitarse ) Livskraftig i både Sverige och Finland
- sandsmalbi (Lasioglossum sabulosum ) Livskraftig i Sverige, saknas i Finland
- blanksmalbi (Lasioglossum semilucens ) Livskraftig i Sverige, saknas i Finland
- franssmalbi (Lasioglossum sexstrigatum ) Livskraftig i Sverige, ett fåtal observationer i Finland
- dynsmalbi (Lasioglossum tarsatum ) Nära hotad i Sverige, saknas i Finland
- hedsmalbi (Lasioglossum villosulum ) Livskraftig i både Sverige och Finland
- ängssmalbi (Lasioglossum albipes ) Livskraftig i både Sverige och Finland
- fjällsmalbi (Lasioglossum boreale ) Sårbar i Sverige, saknas i Finland
- mysksmalbi (Lasioglossum calceatum ) Livskraftig i både Sverige och Finland
- svartsmalbi (Lasioglossum fratellum ) Livskraftig i både Sverige och Finland
- brunsmalbi (Lasioglossum fulvicorne ) Livskraftig i både Sverige och Finland
- alvarsmalbi (Lasioglossum lativentre ) Livskraftig i Sverige, saknas i Finland
- fibblesmalbi (Lasioglossum leucozonium ) livskraftig i Finland
- lersmalbi (Lasioglossum pauxillum ) Tillfälligt reproducerande i Sverige, saknas i Finland
- reliktsmalbi (Lasioglossum quadrinotatulum ) Starkt hotad i Sverige, sårbar i Finland
- hagsmalbi (Lasioglossum quadrinotatum ) Livskraftig i Sverige, nära hotad i Finland
- kantsmalbi (Lasioglossum sexmaculatum ) Nära hotad i Sverige, saknas i Finland (det finlandssvenska trivialnamnet "kantsmalbi" avser den art som på rikssvenska kallas åssmalbi)
- åssmalbi (Lasioglossum sexnotatulum), kantsmalbi på finlandssvenska Nationellt utdöd i Sverige, akut hotad i Finland
- rostsmalbi (Lasioglossum xanthopus ) Starkt hotad i Sverige, saknas i Finland
- zonsmalbi (Lasioglossum zonulum ) Livskraftig i både Sverige och Finland
- mellansmalbi (Lasioglossum intermedium) har dessutom felaktigt identifierats från Sverige, men går inte längre norrut än till norra Tyskland.